# Tanjung Priok

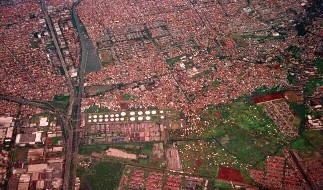
Vue aérienne de Tanjung Priok

Tanjung Priok est un kecamatan (district) de la kota (municipalité) de Jakarta Nord, une des cinq qui constituent Jakarta, la capitale de l'Indonésie, où se trouve le principal port de la ville. 

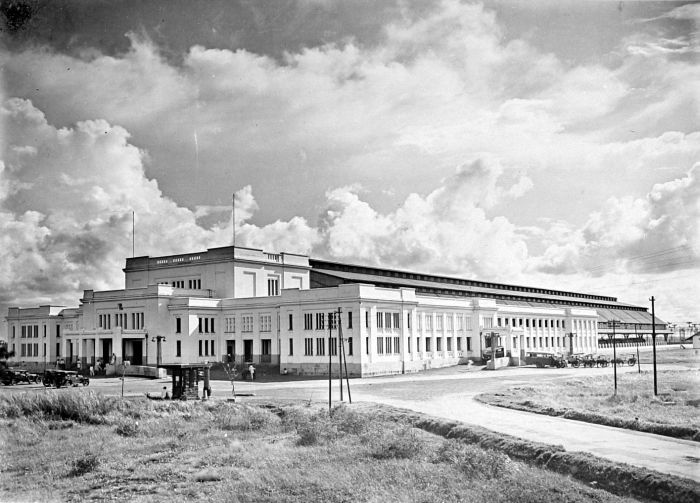
La gare de Tanjung Priok en 1930-1940

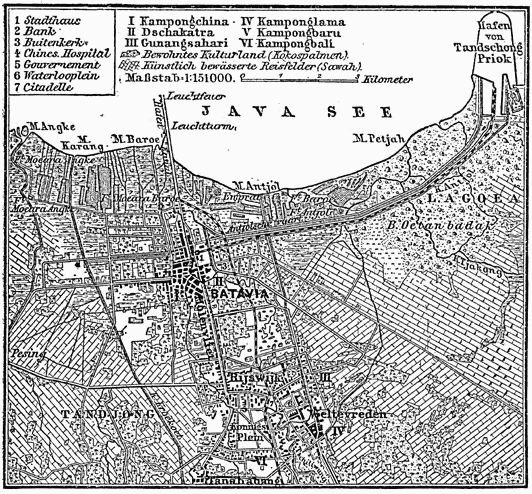
Carte de Batavia en 1888 avec en haut à droite Tandschung Priok (Tanjung Priok)

Tanjung Priok a été construit par les Hollandais à la fin du XIXe siècle. En effet, l'ancien port de Kalapa ne suffisait pour accueillir un trafic croissant dû à l'ouverture du canal de Suez.

## L'affaire de Tanjung Priok
Tanjung Priok a été le lieu d'un incident le 12 septembre 1984, lorsque l'armée a tiré sur un groupe de manifestants qui protestaient contre l'annonce du gouvernement d'imposer à toute organisation d'adopter comme principe de base le Pancasila, l'idéologie d'État. La plupart des sources indiquent que plusieurs centaines de manifestants ont été tués.
Après la chute de Soeharto, le dossier a été rouvert. En 2003, 14 personnes, dont un ancien commandant des Kopassus, (les forces spéciales de l'armée de terre indonésienne, ont été désignées comme suspects dans cette tuerie. 